# Retrodisco best of+
A Retrodico best of+ lemez egy újabb javarészt válogatáslemez, amely a régi slágereken túl új dalokat és zenei mixeket is tartalmaz.

## Az album dalai[1]
1. Ölel a zene (Felix Persson-...)
2. Szabadnapos szív (Pásztor László-Jakab György-Hatvani Emese)
3. Vigyázz rám (Pásztor László-Lakatos Gábor-Hatvani Emese)
4. Mindent a szemnek (Jakab György-Lakatos Gábor-Hatvani Emese)
5. Álom és tánc (Walden-Wilson-Jackson-Baker-Cs. Nagy Andrea)
6. Elvarázsolt éj (Pásztor László-Jakab György-Hatvani Emese)
7. Miért sírnak ritkábban a fiúk? (Pásztor László-Jakab György-Hatvani Emese)
8. Fekete lista (Pásztor László-Jakab György-Hatvani Emese)
9. Régi és új feat Josh és Jutta (Szarvas József Josh)
10. Zuhanunk (Zsenya-Tabár István)
11. Mindörökké tart feat Baby Gabi (Zsenya-Tabár István)
12. Bónus I. – dance mix
13. Bónus II. – disco mix

## Közreműködtek
- Szabó Zé – hangszerelés, keverés, zenei rendezés
- Zoltán Erika, Szabó Zé – vokál
- Dandó Zoltán – gitár